# Bathyraja isotrachys
''Bathyraja isotrachys'' es una especie de pez de la familia de los Rajidae en el orden de los Rajiformes.

## Morfología
Los machos pueden llegar a alcanzar los 76,2 cm de longitud total.

## Reproducción
Es ovíparo y las hembras ponen huevos envueltos en una cápsula córnea.

## Hábitat
Es un pez de mar y de aguas profundas que vive entre 370-2.000 m de profundidad.

## Distribución geográfica
Se encuentra desde el Mar de Ojotsk hasta el sur del Japón. 

## Observaciones
Es inofensivo para los humanos. 